# Lista över ledamöter av Sveriges riksdags andra kammare 1909–1911
Lista över ledamöter av Sveriges riksdags andra kammare 1909–1911.
Yrkestiteln anger ledamöternas huvudsakliga sysselsättning. Riksdagsarbetet var vid den här tiden ingen heltidssyssla. I de fall ledamoten saknar egen sida har födelseår skrivits ut. Även valkrets anges.

## Stockholms stad

### Första valkretsen
(Nikolai och Katarina församlingar)
- Charles Lindley, transportarbetarförbundets förtroendeman, s, f. 1865
- Johannes Hasselquist, tunnbindare, s, f. 1860
- Sven Persson, journalist, s, f. 1873
- Ernst Söderberg, kassör, s, f. 1871
- Hjalmar Rissén, tullvaktmästare, s, f. 1876

### Andra valkretsen
(Klara, Jakobs och Johannes församlingar)
- Carl Albert Lindhagen, revisionssekreterare, s, f. 1860
- Sven Theodor Palme, direktör, lib s, f. 1854
- Knut Kjellberg, med. dr, lib s, f. 1867
- Karl Staaff, vice häradshövding, lib s, f. 1860

### Tredje valkretsen
(Adolf Fredriks, Gustaf Vasa och Matteus församlingar samt östra delen av Ulrika Eleonora församling)
- Jakob Byström, redaktör, lib s, f. 1857
- Edvard Otto Vilhelm Wavrinsky, försäkringsdirektör, vänstervilde, f. 1848
- Curt Wallis, professor, vänstervilde, f. 1845
- Ernst Blomberg, förtroendeman, s, f. 1863 (till 1910)
  - Carl Winberg, redaktör, s, f. 1867

### Fjärde valkretsen
(Hedvig Eleonora, Engelbrekts och Oscars församlingar)
- Erik Palmstierna, friherre, kapten, lib s, f. 1877
- Gustaf Kobb, docent, lib s, f. 1863
- Fridtjuv Berg, fil.dr, folkskollärare, lib s, f. 1851
- Thorvald Fürst, yrkesinspektör, lib s, f. 1866

### Femte valkretsen
(Maria samt västra delen av Ulrika Eleonora församling)
- Herman Lindqvist d.ä., landsorganisationens ordf., s, f. 1863
- Karl Hjalmar Branting, redaktör, s, f. 1860
- John Johansson, redaktör, s, f. 1872
- Knut Tengdahl, försäkringstjänsteman, s, f. 1867

## Stockholms län
- Carl Sandquist, hemmansägare, högervilde, f. 1841, för Norra Roslags domsagas valkrets
- Erik Åkerlund, godsägare, nfr, f. 1853, för Mellersta Roslags domsagas valkrets
- Johan Åberg, handelsföreståndare, s, f. 1852, för Färentuna och Sollentuna häraders valkrets
- Ernst Beckman, direktör, lib s, f. 1850, för Danderyds, Åkers och Värmdö skeppslags valkrets (till 1910)
  - ersatt av: Karl Martin, sergeant, lib s, f. 1880 (från 1911)
- Wilhelm Lundin, godsägare, lmp, f. 1846, för Stockholms läns västra domsagas valkrets
- Johan Wallin, kopparslagare, s, f. 1873, för Svartlösa härads valkrets
- Hans von Horn, godsägare, nfr, f. 1871, för Sotholms och Öknebo häraders valkrets
- Jakob Pettersson, borgmästare, lib s, f. 1866, för Södertälje stads valkrets
- Rikard Hagberg, folkskollärare, lib s, f. 1865, för Vaxholms, Norrtälje, Östhammars, Öregrunds och Sigtuna städers valkrets

## Uppsala län
- Nils Edén, professor, f. 1871, för Uppsala, lib s
- Lars Mallmin, godsägare, för Uppsala läns södra domsaga, lmp
- Alfred Berg, godsägare, f. 1862, för Uppsala läns mellersta domsaga, nfr
- Karl August Borg, förtroendeman, f. 1866, för Örbyhus härad, s
- Johan Erik Cervin, lantbrukare, f. 1859, för Olands och Norunda härader, lib s

## Södermanlands län
- Malcolm Juhlin, godsägare, f. 1859, för Jönåkers härad, lib s
- Carl Gustaf Gripenstedt, v. häradshövding, f. 1853, för Rönö, Hölebo och Daga härader, lib s
- Gustaf Gustafsson i Västermo, f. 1856, hemmansägare, för Väster- och Österrekarne härader, lib s
- Carl Carlsson Bonde, friherre, överstekammarjunkare, f. 1850, för Oppunda härad, lib s
- Oscar Forssling, skollärare, f. 1855, för Villåttinge härad, lib s
- Knut Almquist, godsägare, f. 1863, för Åkers och Selebo härader, nfr
- Carl Svensson, redaktör, f. 1879, för Nyköping, Torshälla, Strängnäs, Mariefred och Trosa, s
- Evald Krispin Kropp, knivsmed, f. 1859, för Eskilstuna, s

## Östergötlands län
- Carl Johansson i Berga, hemmansägare, f. 1852, för Kinda och Ydre domsaga, lmp
- Wilhelm Andersson i Bråborg, arrendator, f. 1849, för Björkekinds, Östkinds, Lösings, Bråbo och Memmings domsaga, nfr
- David Pettersson i Bjälbo, lantbrukare, f. 1866, för Lysings och Göstrings domsaga, nfr
- Israel Lagerfelt, friherre, godsägare, för Åkerbo, Bankekinds och Hanekinds domsaga, lmp
- Carl Gustafsson i Mjölby, disponent, f. 1862, för Vifolka, Valkebo och Gullbergs domsaga, nfr
- Axel Ekman, bruksägare, f. 1869, för Finspånga läns domsaga, lib s
- Joseph Hermelin, godsägare, f. 1857, för Aska, Dals och Bobergs domsaga (till 1909), nfr
  - ersatt av: Johan Alfred Petersson i Kvissberg, lantbrukare, f. 1850, för Aska, Dals och Bobergs domsaga, nfr
- Anders Edvard Andersson i Höckerum, lantbrukare, f. 1856, för Hammarkinds och Skärkinds domsaga, högervilde 1909, lmp 1911
- Olof Hellström, yrkesinspektör, f. 1861, för Linköping, lib s
- Theodor Zetterstrand, rådman, f. 1852, för Norrköping, vänstervilde 1909–1910
- Frans Johan Axel Swartling, disponent, f. 1840, för Norrköping, vilde
- Conrad Vahlquist, regementsläkare, f. 1856, för Vadstena, Skänninge, Söderköping, Motala, Gränna och Askersund, högervilde

## Jönköpings län
- Carl Felix Sjöberg, lantbrukare, f. 1853, för Västra härads domsaga, lmp
- Carl August Danielsson, lantbrukare, f. 1838, för Östra härads domsaga, lmp
- Wilhelm Bengtsson i Häradsköp, lantbrukare, f. 1841, för Östbo härad (avled 18 juni 1910), lmp
  - ersatt av: Edvard Johansson i Häradsköp, hemmansägare, f. 1877, för Östbo härad (från 1910), lmp
- Gustaf Hazén, kontraktsprost, f. 1849, för Västbo härad (till 1909), lmp
  - ersatt av: Bernhard Nilsson, lantbrukare, f. 1874, för Västbo härad (från 1910), lmp
- Erik Räf, disponent, f. 1858, för Tveta härad, partilös
- Carl Johansson i Avlösa, hemmansägare, f. 1851, för Vista och Mo härader (till 1910), nfr
  - Malcolm Johansson, lantbrukare, f. 1858, för Vista och Mo härad (från 1910), lmp
- Johan August Jonsson i Hökhult, lantbrukare, f. 1851, för Norra och Södra Vedbo domsaga, lmp
- Robert Johansson, folkskolinspektör, f. 1862, för Jönköping, lib s

## Kronobergs län
- August Sjö i Linneryd, lantbrukare, f. 1839, för Konga härad, lmp
- Johan Gustaf Svensson i Betingetorp, hemmansägare, f. 1864, för Uppvidinge härad, lmp
- Carl Petersson i Dänningelanda, lantbrukare, f. 1839, för Mellersta Värends domsaga, lmp
- Peter Magnus Olsson i Blädinge, hemmansägare, f. 1857, för Västra Värends domsaga, lmp
- Otto Magnusson i Tumhult, hemmansägare, f. 1864, för Sunnerbo domsaga, lmp
- Johan Alfred Uno Fornander, sparbankskamrerare, f. 1855, för Växjö och Eksjö, partilös

## Kalmar län
- Sigurd Carlsson i Solberga, lantbrukare, f. 1870, för Norra Tjusts härad, lmp
- Edvard Fleetwood, ryttmästare, för Södra Tjusts härad, lmp
- Erik Anderson i Hägelåkra, landstingsman och lantbrukare, f. 1870, för Aspelands och Handbörds domsaga, lmp
- Charodotes Meurling, kontraktsprost, f. 1847, för Sevede och Tunaläns domsaga, lmp
- Per Olof Lundell, lantbrukare, f. 1849, för Norra Möre och Stranda domsaga, lmp
- Wilhelm Andersson i Resebo, lantbrukare, f. 1865, för Södra Möre domsagas västra, lmp
- Klas Malmborg, godsägare, f. 1865, för Södra Möre domsagas östra, lmp
- Adolf Johansson i Möllstorp, lantbrukare, f. 1848, för Ölands domsaga, lmp
- John Jeansson, v. konsul, f. 1865, för Kalmar, nfr
- Axel Olof Rune, borgmästare, f. 1866, för Västervik, lib s
- Bertrand Lindgren, borgmästare, f. 1841, för Oskarshamn, Vimmerby och Borgholm, lib s

## Gotlands län
- Emanuel Svallingson, kronolänsman, f. 1852, för Gotlands södra domsaga, lmp
- Karl Laurentius Johan Larsson, lantbrukare, f. 1854, för Gotlands norra domsaga, lmp
- Knut Henning Gezelius von Schéele, biskop, f. 1838, för Visby, nfr

## Blekinge län
- John Jönsson i Boa, lantbrukare, f. 1862, för Listers domsaga, lmp
- Bernt Santesson, ingenjör, f. 1858, för Bräkne domsaga, lmp
- August Larsson, lantbrukare, f. 1856, för Östra domsaga, nfr 1909
- Axel Lindvall, lantbrukare, f. 1852, för Medelstads domsaga, lmp
- Ulrik Leander, fängelsedirektör, f. 1858, för Karlskrona, lib s
- Frithiof Söderbergh, borgmästare, f. 1864 (till 1910), för Karlshamn, Sölvesborg och Ronneby, lib s
  - Ersatt av: Oskar Lagerblad, redaktör, f. 1848 (från 1911), lib s

## Kristianstads län
- Esbjörn Persson, hemmansägare, f. 1849, för Ingelstads och Järrestads domsaga, nfr
- Nils Larsson i Klagstorp, lantbrukare, f. 1870, för Villands härad, lib s
- John Erlansson, lantbrukare, f. 1863, för Östra Göinge härad, nfr
- Raoul Hamilton, greve, f. 1855, för Gärds och Albo domsaga, lib s
- Per Nilsson-Bosson, lantbrukare, f. 1853, för Västra Göinge domsaga, lib s
- Per Nilsson i Bonarp, lantbrukare, f. 1865, för Norra Åsbo domsaga, lmp
- Nils Åkesson i Rebbelberga, landstingsman, f. 1864, för Södra Åsbo och Bjäre domsaga, lmp
- Bror Petrén, assessor, f. 1870, för Kristianstad, lib s

## Malmöhus län
- Nils Edvard Lindberg, målare, f. 1868, för Oxie härad, s
- Jöns Pålsson i Anderslöv, hemmansägare, f. 1870, för Skytts härad, lib s
- Nils Nilsson i Skärhus, hemmansägare, f. 1841, för Färs domsaga, nfr
- Nils Jönsson i Kvarnberga, hemmansägare, f. 1855, för Frosta domsaga, nfr
- Jöns Jönsson i Slätåker, landstingsman, f. 1867, för Harjagers och Rönnebergs härader, lmp
- Jöns Jesperson på Dorisborg, lantbrukare, f. 1861, för Onsjö härad, lmp
- Otto Persson i Plöninge, lantbrukare, f. 1865, för Luggude domsagas norra (invald men avled 29 dec. 1908), nfr
  - ersatt av: Olof Olsson i Kullenbergstorp, lantbrukare, för Luggude domsagas norra, högervilde
- Gustaf Broomé, folkskollärare, f. 1853, för Luggude domsagas södra, lib s
- Sven Linders, lantbrukare, f. 1873, för Bara härad, s
- Johan Jönsson i Revinge, lantbrukare, f. 1875, för Torna härad, lib s
- Hans Andersson i Skivarp, lantbrukare, f. 1848, för Vemmenhögs, Ljunits och Herrestads domsaga, nfr
- Nils Persson i Malmö, murare, f. 1865, för Malmö stad, vänstervilde 1909, lib s 1910–1911
- Anders Thylander, folkskollärare, f. 1846, för Malmö stad, s
- Värner Rydén, folkskollärare, f. 1878, för Malmö stad, s
- Nils August Nilsson i Kabbarp, trädgårdsodlare, f. 1867, för Malmö stad, s
- Johan Thyrén, professor, f. 1867, för Lund, vänstervilde
- Adolf Christiernson, redaktör, f. 1875, för Helsingborg, s
- Ola Hansson Waldén, folkskollärare, f. 1869, för Landskrona, s
- Fredrik Vilhelm Thorsson, parkföreståndare, f. 1865, för Ystad, s
- Janne Tynell, postiljon, f. 1875, för Trelleborg, Skanör med Falsterbo, Simrishamn och Ängelholm, lib s

## Hallands län
- Johannes Bengtsson i Bjärnalt, lantbrukare, f. 1844, för Halmstads och Tönnersjö härader, lmp
- August Ifvarsson, lantbrukare, f. 1858, för Höks härad, nfr 1909, lib s 1910–1911
- Anders Henrikson i Heberg, lantbrukare, f. 1869, för Årstads och Faurås härader, lmp
- Anders Olsson i Tyllered, lantbrukare, f. 1849, för Himle härad, lmp
- Aron Christoffer Gunnarsson, lantbrukare, f. 1855, för Hallands läns norra domsaga, lmp
- Fredrik Elias Ahlfvengren, lektor, f. 1862, för Halmstad, lib s
- Johan Alfred Lundgren, musikdirektör, organist, f. 1843, för Laholm, Falkenberg, Varberg och Kungsbacka, lib s

## Göteborgs och Bohus län
- Jimmy Gibson, ingenjör, f. 1858, för Sävedals härad, lib s
- Herman Andersson i Grimbo, lantbrukare, f. 1869, för Askims samt Västra och Östra Hisings härader, lmp
- Cornelius Olsson i Berg, lantbrukare, f. 1857, för Inlands domsaga, lmp
- Carl Leonard Olausson, landstingsman, f. 1863, för Orusts och Tjörns domsaga, lib s
- Jacob Crafoord, kapten, f. 1861, för Norrvikens domsaga (t.o.m. 23 april 1910), lib s
  - ersattes av: Georg Engström, komminister, f. 1865 (från 1911), lib s
- Oscar Natanael Olsson, lantbrukare, f. 1856, för Lane och Stångenäs härad, lmp
- Carl Wallentin, handlande, f. 1856, för Tunge, Sörbygdens och Sotenäs härader, lib s
- Johan Ekman, konsul, f. 1854, för Göteborgs stad, lib s
- Karl Gustaf Karlsson, handlande, förlikningsman i arbetstvister, f. 1856, för Göteborgs stad, lib s
- Daniel Broström, skeppsredare, f. 1870, för Göteborgs stad, lib s
- Hjalmar Wijk, handlande, f. 1877, för Göteborgs stad, lib s
- Oskar Berg i Göteborg, kamrerare, f. 1857, för Göteborgs stad, lib s
- Erik Petter Waldemar Röing, grosshandlare, f. 1866, för Göteborgs stad, lib s
- Emil Kristensson, folkskollärare, f. 1879 , för Göteborgs stad, s
- Anders Lindblad, redaktör, f. 1866, för Göteborgs stad, s
- Karl Johan Larsson, yrkesinspektör, f. 1857, för Göteborgs stad (avled 21 juni 1909), lib s
  - ersattes av: Wilhelm Lundgren, skeppsredare, f. 1856 (från 1910), nfr
- Sixten Neiglick, borgmästare, f. 1862, för Uddevalla, lib s, liberal vilde
- Assar Åkerman, häradshövding, f. 1860, för Strömstad, Lysekil, Marstrand, Kungälv och Åmål

## Älvsborgs län
- Hjalmar Hallin, disponent, f. 1859, för Marks härad, lmp
- Gustaf Odqvist, godsägare, för Vedens och Bollebygds härader, nfr
- Gustaf Strömberg, järnarbetare, f. 1880, för Flundre, Väne och Bjärke domsaga, s
- Sixten Oskar Nylander, ingenjör, f. 1853, för Kinds och Redvägs domsaga, lmp
- Herman Carlsson i Herrljunga, kommunalnämndsordförande, f. 1870, för Vättle, Ale och Kullings domsaga, lib s
- Otto Svensson, lantbrukare, f. 1857, för Ås och Gäsene domsaga, lmp
- Bengt Dahlgren, lantbrukare, f. 1836, för Nordals, Sundals och Valbo domsaga, lmp
- Johan Magnus Johansson, handlande, f. 1843, för Tössbo och Vedbo domsaga, lmp
- Axel Vennersten, fabriksidkare, f. 1863, för Borås, nfr
- Gottfried Thavenius, apotekare, f. 1846, för Vänersborg, Alingsås och Ulricehamn, lib s

## Skaraborgs län
- Anders Magnusson, lantbrukare, f. 1842, för Åse, Viste, Barne och Laske domsaga, lmp
- Anders Gustaf Månsson, hemmansägare, f. 1865, för Kinnefjärdings, Kinne och Kållands domsaga, lmp
- Sven Johan Larsson, hemmansägare, f. 1862, för Skånings, Vilske och Valle domsaga, lmp
- Lars Johan Jansson, hemmansägare, f. 1840, för Gudhems och Kåkinds domsaga, lmp
- Carl Persson i Stallerhult, lantbrukare, f. 1844, för Vartofta och Frökinds domsaga, lmp
- Sten Nordström, lantbrukare, f. 1840, för Vadsbo norra domsaga, högervilde 1909, lmp 1910–1911
- August Johanson, hemmansägare, f. 1839, för Vadsbo södra domsaga, lmp
- Oscar Bogren, redaktör, f. 1851, för Mariestad, Skövde och Falköping, lib s
- Georg Kronlund, häradshövding, f. 1860, för Lidköping, Skara och Hjo, lib s

## Värmlands län
- Carl Jansson i Edsbäcken, hemmansägare, f. 1858, för Östersysslets domsaga, lib s
- Nils A:son Berg, gjutmästare, f. 1861, för Mellansysslets domsaga, s
- Johan Igel, predikant, f. 1855, för Södersysslets domsaga, lib s
- Fredrik Canell, disponent, f. 1846, för Nordmarks domsaga, högervilde 1909, nfr 1910–1911
- Claes Johan Berggren, häradsdomare, f. 1853, för Fryksdals domsaga, nfr
- Per Anderson i Arvika, fabrikör, f. 1861, för Jösse domsaga, nfr
- Gustaf Jansson, hemmansägare, f. 1839, för Älvdals och Nyeds domsaga, lib s
- Axel Schotte, landssekreterare, f.d. statsråd, f. 1860, för Karlstad, lib s
- Karl Otto, redaktör, f. 1856, för Kristinehamn och Filipstad, lib s

## Örebro län
- Olof Erikson, lantbrukare, f. 1844, för Edsbergs, Grimstens och Hardemo häraders valkrets, lib s
- Ivan Svensson, bruksägare, f. 1858, för Kumla och Sundbo häraders valkrets, nfr
- Anders Gustafsson, husägare, f. 1852, för Örebro och Glanshammars häraders valkrets, nfr
- Folke Andersson i Helgesta, hemmansägare, f. 1829, för Askers och Sköllersta häraders valkrets, lmp
- Lars Eriksson i Bäck, hemmansägare, f. 1855, för Lindes domsagas valkrets, vänstervilde
- Gustaf Forsberg, bergsman, f. 1844, för Nora domsagas valkrets, lib s
- Erik Agabus Nilson, grosshandlare, f. 1862, för Örebro valkrets, lib s

## Västmanlands län
- Johan Forssell, folkskollärare, f. 1855, för Västmanlands södra domsaga, s
- Adolf Janson, hemmansägare, f. 1860, för Västmanlands västra domsaga, lib s
- Gustaf Adolf Rundgren, järnarbetare, f. 1879, för Västmanlands norra domsaga, s
- Johan Andersson i Stärte, landstingsman, f. 1860, för Västmanlands östra domsaga, lib s
- Viktor Larsson, järnarbetare, f. 1869, för Västerås, s
- Alfred Stärner, journalist, f. 1864, för Köping, Nora, Lindesberg och Enköping, lib s
- Ewert Camitz, förste stationsskrivare, f. 1855, för Arboga och Sala, lib s

## Kopparbergs län
- Daniel Persson i Tällberg, hemmansägare, f. 1850, för Leksands tingslag, lib s
- Ollas Anders Ericsson, hemmansägare, f. 1858, för Gagnefs och Rättviks tingslag, nfr
- Smeds Lars Olsson, hemmansägare, f. 1857, för Ovansiljans domsaga, högervilde
- Back Per Ersson, hemmansägare, f. 1840, för Hedemora domsaga, lib s
- Anders Hansson, hemmansägare, f. 1839, för Falu domsagas södra tingslag, lib s
- Samuel Söderberg, nämndeman, f. 1859, för Falu domsagas norra tingslag, nfr
- Bernhard Eriksson, järnarbetare, f. 1878, för Västerbergslags domsaga, s
- Johan Ström, hemmansägare, folkskollärare, för Nås och Malungs domsaga, lib s
- Theodor af Callerholm, häradshövding, f. 1852, för Falun, Hedemora och Säter, lib s

## Gävleborgs län
- Erik Andersson Leksell, murare, för Gästriklands östra tingslag, s
- Olof Olsson i See, hemmansägare, f. 1862, för Gästriklands västra tingslag, lib s
- Per Olsson i Fläsbro, hemmansägare, f. 1864, för Enångers och Forsa tingslag, lib s
- Johan Ericsson i Vallsta, hemmansägare, f. 1852, för Västra Hälsinglands domsaga, lib s
- Jonas Jonsson i Hå, lantbrukare, f. 1858, för Bollnäs domsaga, lib s
- Magnus Sundström, folkskollärare (avled 1909), för Sydöstra Hälsinglands domsaga, lib s
  - Per Bengtson i Glösbo, handlande, f. 1867 (från 1910), lib s
- Gustaf Sandström, jurist, f. 1865, för Gävle, lib s
- Karl Starbäck, lektor, f. 1863, för Gävle, lib s
- Bernt Wilson, fabrikör, f. 1870, för Söderhamn, lib s

## Västernorrlands län
- Gustaf Thor, inspektor, f. 1860, för Medelpads västra domsaga, lib s
- Herman Kvarnzelius, förlikningsman i arbetstvister, f. 1864, för Sköns tingslag, lib s
- Robert Karlsson, glasbruksarbetare, f. 1869, för Njurunda, Indals och Ljustorps tingslag, lib s
- Johan Lindgren, hemmansägare, f. 1846, för Ångermanlands södra domsaga, lib s
- Sixten Mogren, komm. ordf., f. 1876, för Ångermanlands mellersta domsaga, lib s
- Per-Erik Hedström, hemmansägare, f. 1861, för Ångermanlands västra domsaga, lib s
- Zakris Åslund, hemmansägare, för Nätra och Nordingrå domsaga, nfr
- Carl Öberg, hemmansägare, f. 1859, för Själevads och Arnäs domsaga, nfr
- Julius Hagström, dövstumskolföreståndare, f. 1853, för Härnösand och Örnsköldsvik, lib s
- Johannes Hellgren, missionsbokhandlare, f. 1853, Sundsvall (1909), lib s
  - Johan Norlén, folkskollärare, f. 1870, för Sundsvall (1910–1911), lib s

## Jämtlands län
- Karl Karlsson i Mo, lantbrukare, f. 1867, för Jämtlands norra domsaga, högervilde
- Johan Olofsson i Digernäs, hemmansägare, f. 1860, för Jämtlands västra domsaga, lib s
- Jöns Bromée, lantbrukare, f. 1841, för Jämtlands östra domsaga, lib s
- Ingebrekt Bergman, lantbrukare, f. 1864, för Härjedalens domsaga, lib s
- Johan Widén, landshövding, f. 1856, för Östersund och Hudiksvall, lib s

## Västerbottens län
- Adolf Wiklund, lantbrukare, lib s, f. 1859, för Nordmalings och Bjurholms samt Degerfors tingslag
- Johan Rehn, hemmansägare, vänstervilde 1909, lib s 1910–1911, f. 1865, för Umeå tingslag
- Erik Hellberg, provinsialläkare, lib s, f. 1856, för Västerbottens västra domsaga
- Per Zimdahl, organist, lmp, f. 1836, för Skellefteå tingslag
- Frans Oskar Mörtsell, predikant, nfr, f. 1861, för Norsjö och Malå tingslag
- Olof Jonsson, hemmansägare, lib s, f. 1858, för Västerbottens mellersta domsaga
- Albin Ahlstrand, borgmästare, lib s, f. 1860, för Umeå, Skellefteå och Piteå städer

## Norrbottens län
- Fredrik Anshelm Bäckström, kommunalnämndsordförande, lmp 1909, lib s 1910-11, f. 1866, för Piteå domsaga
- Linus Lundström, hemmansägare, lib s, f. 1870, för Luleå domsaga
- Carl Riström, handlare, lib s, f. 1850, för Kalix domsaga
- Lars Johan Carlsson-Frosterud, lantbrukare, s, f. 1863, för Gällivare domsaga
- Magnus Ström, kronolänsman, lib s, f. 1855, för Torneå domsaga
- Fredrik Berglund, lokomotivmästare, lib s, f. 1858, för Luleå och Haparanda städer